# Пастена (Изернија)
Пастена је насеље у Италији у округу Изернија, региону Молизе.
Према процени из 2011. у насељу је живело 248 становника. Насеље се налази на надморској висини од 725 м.